# Diócesis de Quimper
La diócesis de Quimper (en latín: Dioecesis Corisopitensis y en francés: Diocèse de Quimper et Léon) es una circunscripción eclesiástica de la Iglesia católica en Francia. Se trata de una diócesis latina, sufragánea de la arquidiócesis de Rennes. Desde el 20 de mayo de 2015 su obispo es Laurent Dognin. Desde el 23 de noviembre de 1853 los obispos de Quimper llevan el título de obispos de Léon (en latín: Leonensis).

## Territorio y organización

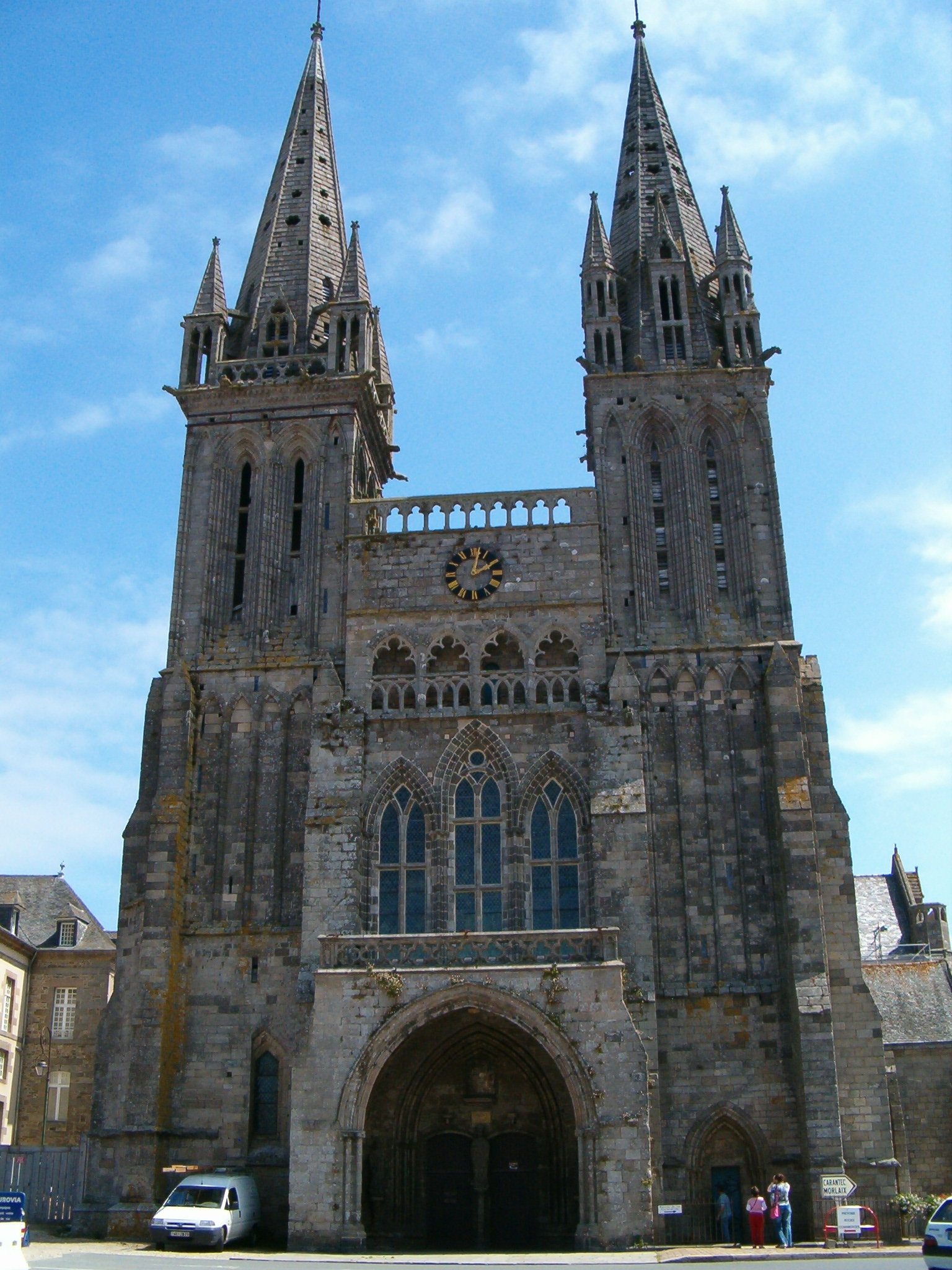
Excatedral de San Pablo Aureliano, en Saint-Pol-de-Léon

La diócesis tiene 6785 km² y extiende su jurisdicción sobre los fieles católicos de rito latino residentes en el departamento de Finisterre en la región de Bretaña.  

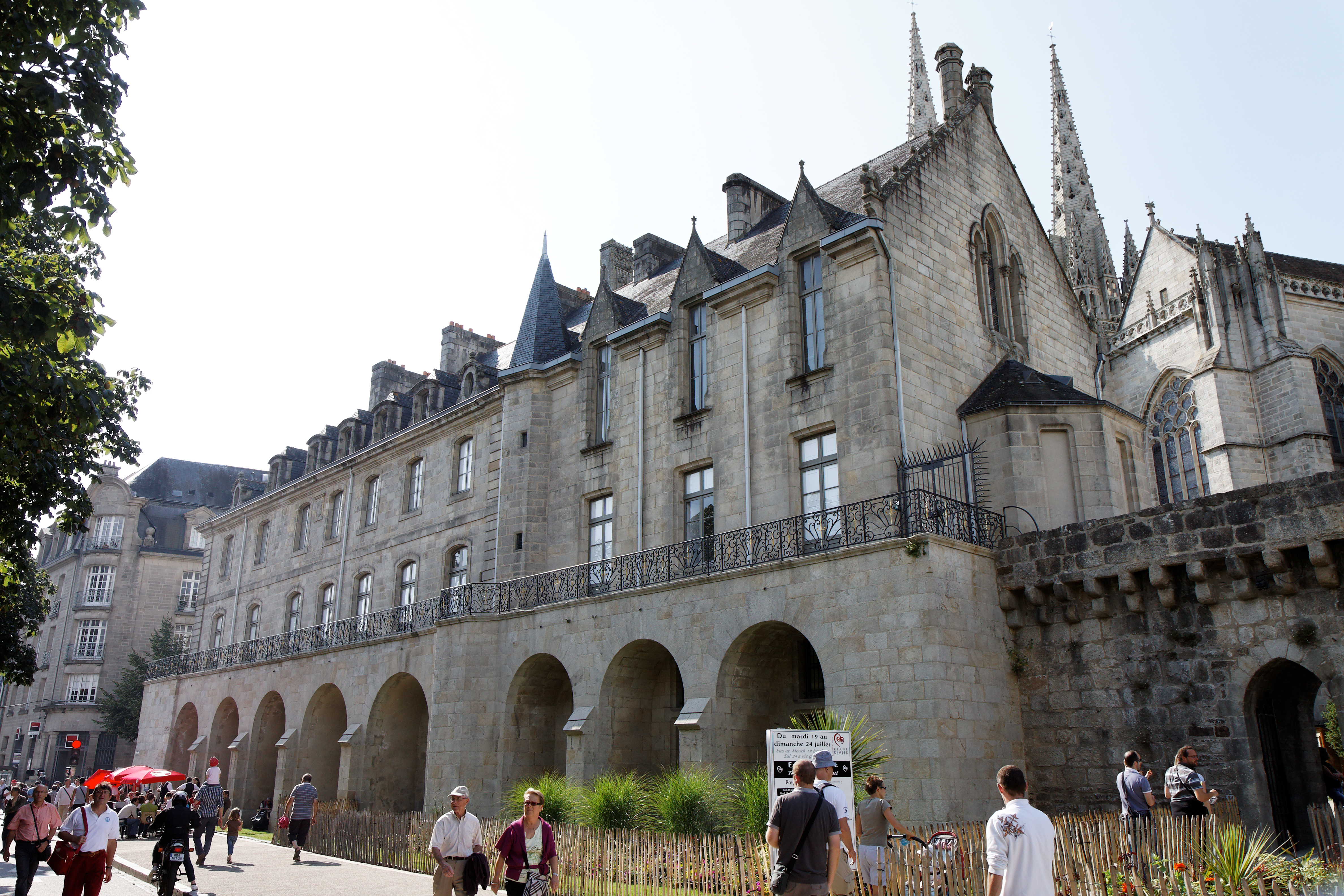
Antiguo palacio episcopal, hoy sede del museo departamental bretón

La sede de la diócesis se encuentra en la ciudad de Quimper, en donde se halla la Catedral de San Corentino. En Saint-Pol-de-Léon se halla la excatedral de San Pablo Aureliano (diócesis de Saint-Pol-de-Léon).

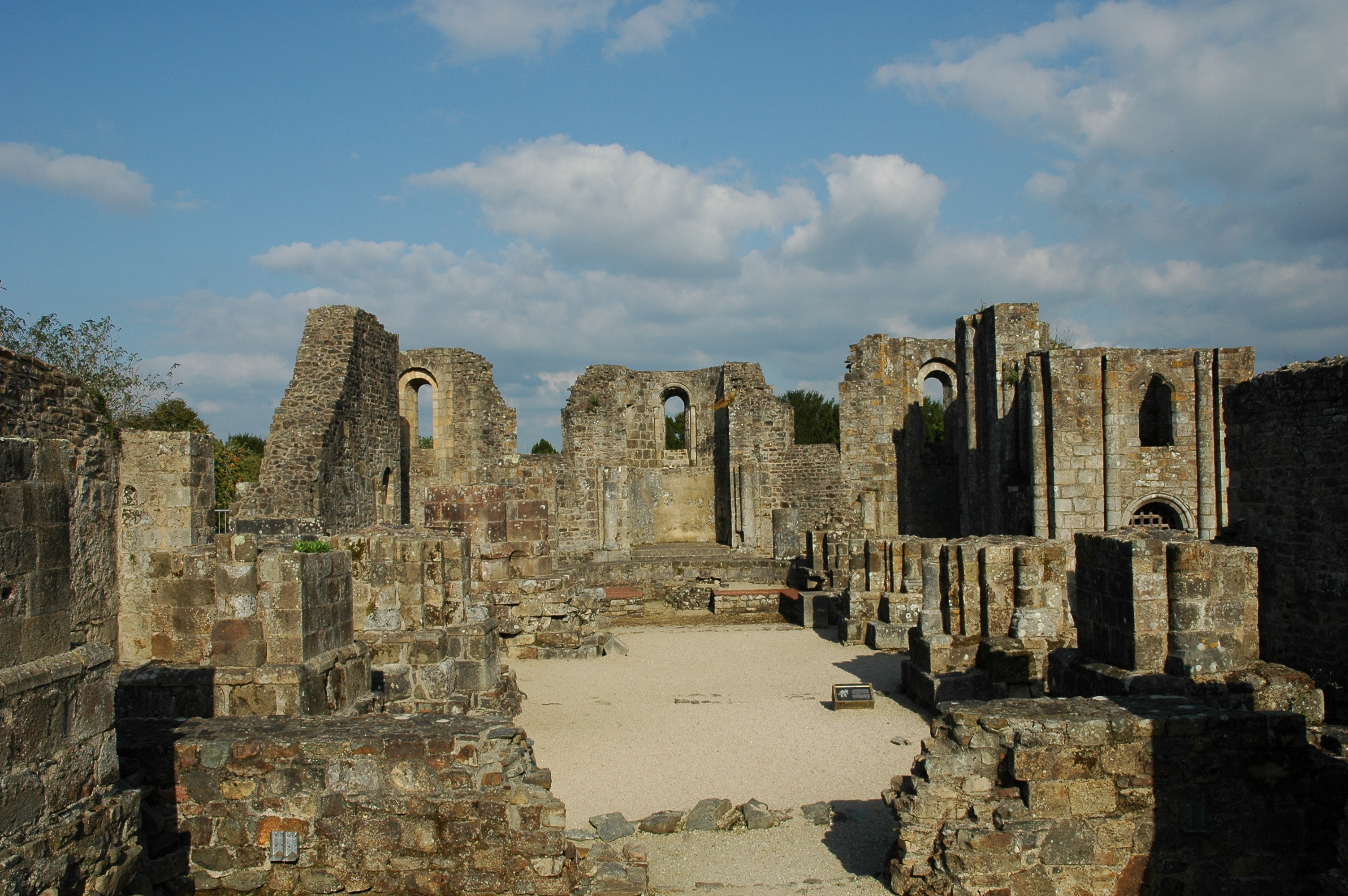
Ruinas de la antigua abadía de Landévennec, fundada por san Vinvaleo en el

En 2022 en la diócesis existían 325 parroquias agrupadas en 14 decanatos, y estos en 3 arcedianatos.

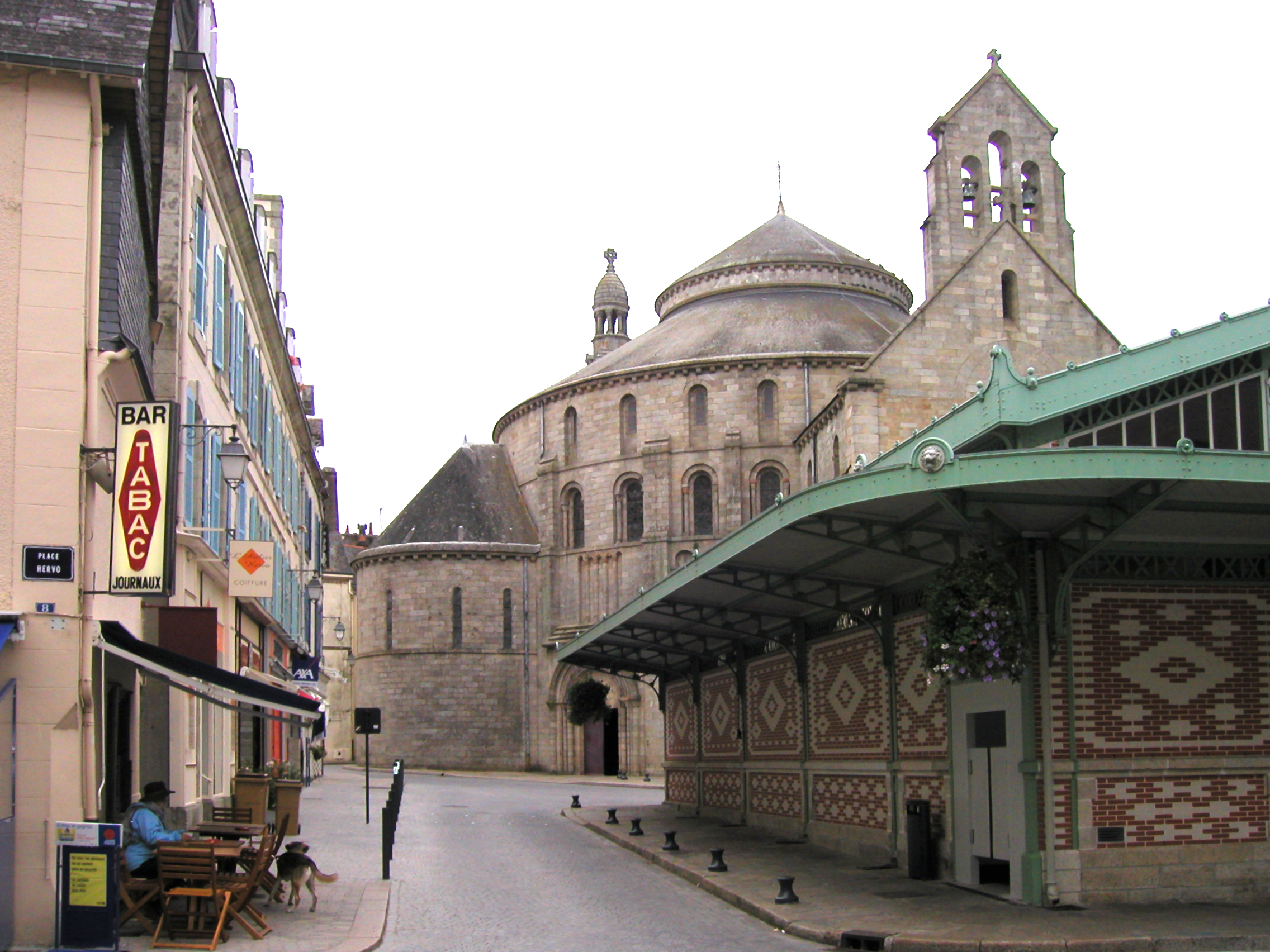
Iglesia de la abadía de Sainte-Croix de Quimperlé, fundada en 1029

## Historia
Los orígenes de la diócesis de Cornualles, una región histórica de Bretaña, están rodeados de leyenda. Según el historiador Waquet, en ningún caso puede ser anterior al siglo VI. La tradición reconoce a san Corentino como el primer obispo y fundador. Sin embargo, la sucesión episcopal hasta el siglo IX no es segura y presenta lagunas hasta finales del siglo siguiente. La diócesis está atestiguada con certeza desde las primeras décadas del siglo IX, en época carolingia, con el obispo Félix, que fue depuesto cuando el rey bretón Nominoe tomó el poder en la región.
L. Duchesne y H. Waquet y H. Waquet plantean la hipótesis de que la diócesis de Cornualles es la continuación de la diócesis de los coriosolites, cuya civitas en la Galia Lugdunense III (hoy Corseul) está atestiguada por la Notitia Galliarum de principios del siglo V. Según estos autores, los obispos que estuvieron presentes, pero sin indicar su sede, en los concilios de Angers en 453 y de Vannes en torno a 465 podrían pertenecer a esta antigua diócesis. En estos concilios estuvieron presentes los obispos de la provincia eclesiástica de la arquidiócesis de Tours, a la que pertenecían tanto la civitas Coriosolitum como la diócesis de Cornualles.
Después de que Bretaña fuera reconquistada por los franceses, se impuso el régimen feudal. Poco después del año 1000, el obispo Benoît II ejerció el poder tanto religioso como civil. Todavía en 1789 los obispos de Quimper llevaban el título de condes de Cornualles. Su jurisdicción se extendía sobre la ciudad y una treintena de parroquias de la diócesis.
En la Edad Media, el capítulo de Quimper estaba formado por dos archidiáconos, un cantor, un tesorero, un teólogo y doce canónigos. La catedral fue construida a partir de finales del siglo XIII, pero las obras continuaron durante los siglos siguientes y concluyeron a principios del siglo XVI.
El seminario diocesano se creó a finales del siglo XVII durante el episcopado de François de Coëtlogon-Méjusseaume. Existió también otro seminario en Plouguernével, que después de la Revolución francesa pasará a formar parte de la diócesis de Saint-Brieuc.
En el momento del inicio de la Revolución, la diócesis incluía 180 parroquias, agrupadas en 2 arcedianatos (Cornualles y Poher) y 8 decanatos. Había también 9 abadías, incluidas las de Quimperlé y Landévennec, y 14 prioratos.
Tras el concordato mediante la bula Qui Christi Domini del papa Pío VII del 29 de noviembre de 1801, la diócesis de Quimper se amplió, incorporando el territorio de la diócesis de Saint-Pol-de-Léon, que fue suprimida, así como partes de la diócesis de Tréguier, de Dol (también suprimida) y de Vannes. A cambio, cedió algunas porciones de su territorio a las diócesis de Saint-Brieuc y Vannes.
El 23 de noviembre de 1853 a los obispos de Quimper se les permitió añadir a su título el de sede suprimida de Saint-Pol de Léon.
El 3 de enero de 1859 la diócesis pasó a formar parte de la provincia eclesiástica de la arquidiócesis de Rennes.

## Estadísticas
Según el Anuario Pontificio 2023 la diócesis tenía a fines de 2022 un total de 635 201 fieles bautizados.
| Año                                                                             | Población            | Población | Población      | Sacerdotes | Sacerdotes    | Sacerdotes    | Bautizados por sacerdote | Diáconos permanentes | Religiosos | Religiosos | Parroquias |
| Año                                                                             | Bautizados católicos | Total     | % de católicos | Total      | Clero secular | Clero regular | Bautizados por sacerdote | Diáconos permanentes | Varones    | Mujeres    | Parroquias |
| ------------------------------------------------------------------------------- | -------------------- | --------- | -------------- | ---------- | ------------- | ------------- | ------------------------ | -------------------- | ---------- | ---------- | ---------- |
| 1948                                                                            | 737 000              | 738 826   | 99.8           | 1094       | 1042          | 52            | 673                      |                      | 52         | 319        | 325        |
| 1970                                                                            | 763 500              | 768 900   | 99.3           | 996        | 916           | 80            | 766                      |                      | 420        | 2600       | 338        |
| 1980                                                                            | 812 000              | 818 000   | 99.3           | 804        | 749           | 55            | 1009                     |                      | 346        | 1996       | 338        |
| 1990                                                                            | 812 000              | 840 000   | 96.7           | 655        | 600           | 55            | 1239                     | 7                    | 340        | 1595       | 337        |
| 1999                                                                            | 764 000              | 867 000   | 88.1           | 502        | 454           | 48            | 1521                     | 12                   | 188        | 970        | 337        |
| 2000                                                                            | 768 000              | 872 000   | 88.1           | 474        | 434           | 40            | 1620                     | 12                   | 190        | 886        | 337        |
| 2001                                                                            | 750 000              | 852 418   | 88.0           | 460        | 420           | 40            | 1630                     | 13                   | 170        | 835        | 337        |
| 2002                                                                            | 750 000              | 852 418   | 88.0           | 433        | 401           | 32            | 1732                     | 16                   | 144        | 818        | 337        |
| 2003                                                                            | 750 000              | 852 418   | 88.0           | 420        | 390           | 30            | 1785                     | 17                   | 155        | 791        | 337        |
| 2004                                                                            | 750 000              | 852 685   | 88.0           | 415        | 375           | 40            | 1807                     | 18                   | 160        | 765        | 337        |
| 2010                                                                            | 722 000              | 885 900   | 81.5           | 304        | 277           | 27            | 2375                     | 27                   | 130        | 577        | 323        |
| 2014                                                                            | 733 000              | 899 870   | 81.5           | 271        | 239           | 32            | 2704                     | 33                   | 100        | 482        | 323        |
| 2017                                                                            | 740 600              | 905 855   | 81.8           | 237        | 212           | 25            | 3124                     | 39                   | 81         | 342        | 324        |
| 2020                                                                            | 742 630              | 909 028   | 81.7           | 202        | 175           | 27            | 3676                     | 44                   | 68         | 286        | 324        |
| 2022                                                                            | 635 201              | 915 090   | 69.4           | 191        | 161           | 30            | 3325                     | 45                   | 67         | 242        | 325        |
| Fuente: Catholic-Hierarchy, que a su vez toma los datos del Anuario Pontificio. |                      |           |                |            |               |               |                          |                      |            |            |            |

## Episcopologio
El catálogo de los obispos de Quimper nos ha llegado en una doble edición antigua, una contenida en el cartulario de la iglesia de Quimper y la segunda en el de la abadía de Sainte-Croix de Quimperlé (Finisterre). Este último termina, de primera mano, con el obispo Raoul († 1158), y con adiciones posteriores llega al obispo Rainaud († 1245). El primer catálogo, idéntico al segundo en la parte en común, llega hasta Gatien de Monceaux († 1416). A partir del obispo Bundic (Benedetto), el 13º de las listas, el catálogo se puede verificar con documentos históricos; para los obispos anteriores, sin embargo, «i nomi sembrano disposti a caso» (Waquet), lo que hace «il controllo del catálogo molto difficile» (Duchesne).
- San Corentino † (siglo VI)[nota 5]
- San Guennoco †
- San Alloro †
- Guntebedo †
- Morgueteno †
- Tremerino †
- Ragiano †
- Alureto †
- Guloeto †[nota 6]
- Felice † (antes de 835-848 depuesto)[nota 7]
- Anaweteno[nota 8] † (antes de 851/857-después de 859)
- Felice † (mencionado en 866) (por segunda vez)
- Salvatore † (fine siglo IX)[nota 9]
- Benedetto I[nota 10] † (primera mitad del siglo X)
- Salomone[nota 11] † (mencionado en 958)
- Orazio † (mencionado en 990)[nota 12]
- Benoît II † (?-1022 renunció)
- Orscand † (antes de 1029-circa 1064 falleció)
- Benoît III † (1064-2 de enero de 1113 falleció)
- Robert † (después de 1113-1130 falleció)
- Raoul † (antes de 1140-4 de marzo de 1159 falleció)
- Bernard de Moëlan † (1159-2 de agosto de 1167 falleció)
- Geoffroy † (1167-13 de agosto de 1185 falleció)
- Thébaut † (1185-18 de mayo de 1192 falleció)
- Guillaume † (junio de 1192-15 de diciembre de 1218 falleció)
- Rainaud † (julio de 1219-5 de mayo de 1245 falleció)
- Hervé de Landeleau † (1245-9 de agosto de 1261 falleció)
- Guy de Plounévez † (1261-12 de julio de 1267 falleció)
- Yves Cabellic † (1267-1280 falleció)
  - Guillaume de Locmaria † (1280-1283 falleció) (obispo electo).[nota 13]
- Even de la Forest † (14 de mayo de 1283-14 de marzo de 1290 falleció)
- Alain Rivelen o Morel † (1290-13 de diciembre de 1320 falleció)
- Thomas d'Anast † (18 de febrero de 1321-19 de junio de 1322 falleció)
- Bernard du Plouget, O.F.M. † (19 de julio de 1322-20 de junio de 1324 nombrado obispo de Nimes)
- Guy de Laval † (22 de junio de 1324-13 de marzo de 1326 nombrado obispo de Le Mans)
- Giacomo de Corvo, O.P. † (13 de marzo de 1326-31 de agosto de 1330 nombrado obispo de Tolón)
- Yves Le Prévôt de Bois Boëssel † (31 de agosto de 1330-22 de enero de 1333 nombrado obispo de Saint-Malo)
- Alain Gonthier † (22 de enero de 1333-circa 1335 falleció)
- Alain Le Gall de Riec † (1336-1352 falleció)
- Geoffroy de Coëtmoisan † (3 de octubre de 1352-20 de marzo de 1357 nombrado obispo de Dol)
- Geoffroy Le Marhec † (20 de marzo de 1357-1383 falleció)
- Thebaud de Malestroit † (3 de diciembre de 1383-mayo de 1408 falleció)
- Gatien de Monceaux † (16 de junio de 1408-16 de octubre de 1416 falleció)
- Bertrand de Rosmadec † (febrero de 1417-agosto de 1444 renunció)
- Alain de Lespervez, O.F.M. † (24 de agosto de 1444-16 de enero de 1451 nombrado arzobispo titular de Cesarea)
- Jean de Lespervez † (16 de enero de 1451 por sucesión-1472 falleció)
- Thébaud de Rieux † (16 de julio de 1472-18 de febrero de 1479 falleció)
- Guy du Bouchet † (31 de marzo de 1479-10 de enero de 1484 falleció)
- Alain Le Maout † (8 de marzo de 1484-2 de noviembre de 1493 falleció)
- Raoul Le Moël † (13 de noviembre de 1493-31 de mayo de 1501 falleció)
- Claude de Rohan † (25 de junio de 1501-8 de julio de 1540 falleció)
- Guillaume Éder † (8 de julio de 1540 por sucesión-22 de mayo de 1546 falleció)
  - Philippe de la Chambre, O.S.B. † (19 de julio de 1546-21 de febrero de 1550 falleció) (administrador apostólico)
  - Niccolò Caetani di Sermoneta † (14 de julio de 1550-5 de abril de 1560 renunció) (administrador apostólico)
- Étienne Boucher † (5 de abril de 1560 por sucesión-20 de agosto de 1573 falleció)
- François de la Tour, O.Cist. † (26 de agosto de 1573-14 de octubre de 1583 nombrado obispo de Tréguier)
- Charles du Liscouët † (15 de noviembre de 1583-14 de marzo de 1614 falleció)
- Guillaume Le Prestre de Lézonnet † (17 de noviembre de 1614-8 de noviembre de 1640 falleció)
- René du Louët † (1 de diciembre de 1642-11 de febrero de 1668 falleció)
- François de Coëtlogon-Méjusseaume † (18 de febrero de 1668 por sucesión-6 de noviembre de 1706 falleció)
- François-Hyacinthe de Ploeuc de Timeur † (11 de abril de 1707-6 o 18 de enero de 1739 falleció)
- Augustin-François-Annibal de Farcy de Cuillé † (30 de septiembre de 1739-28 de junio de 1771 falleció)
- Emmanuel-Louis de Grossoles de Flamarens † (14 de diciembre de 1772-14 de junio de 1773 nombrado obispo de Périgueux)
- Toussaint-François-Joseph Conen de Saint-Luc † (12 de julio de 1773-30 de septiembre de 1790 falleció)
  - Sede vacante (1790-1802)
- Claude André † (29 de abril de 1802-diciembre de 1804 renunció)
- Pierre-Vincent Dombideau de Crouseilhes † (22 de marzo de 1805-28 de junio de 1823 falleció)
- Jean-Marie-Dominique de Poulpiquet de Brescanvel † (3 de mayo de 1824-1 de mayo de 1840 falleció)
- Jean-Marie Graveran † (13 de julio de 1840-1 de febrero de 1855 falleció)
- Nicolas-Marie Sergent † (23 de marzo de 1855-26 de julio de 1871 falleció)
- Charles-Marie-Denis-Anselme Nouvel de La Flèche † (22 de diciembre de 1871-1 de junio de 1887 falleció)
- Jacques-Théodore Lamarche † (25 de noviembre de 1887-15 de junio de 1892 falleció)
- Henri-Victor Valleau † (19 de enero de 1893-24 de diciembre de 1898 falleció)
- François-Virgile Dubillard † (14 de diciembre de 1899-16 de diciembre de 1907 nombrado arzobispo de Chambéry)
- Adolphe-Yves-Marie Duparc † (15 de febrero de 1908-8 de mayo de 1946 falleció)
- André-Pierre-François Fauvel † (24 de abril de 1947-28 de febrero de 1968 renunció[nota 14])
- Francis Jules Joseph Marie Barbu † (28 de febrero de 1968-3 de mayo de 1989 retirado)
- Clément Joseph Marie Raymond Guillon, C.I.M. † (3 de mayo de 1989 por sucesión-7 de diciembre de 2007 retirado)
- Jean-Marie Charles André Le Vert (7 de diciembre de 2007-22 de enero de 2015 renunció[nota 15])
  - Philippe Jean Marie Joseph Gueneley (12 de mayo de 2014-20 de mayo de 2015) (administrador apostólico)
- Laurent Dognin, desde el 20 de mayo de 2015